# Batagur kachuga
Batagur kachuga је гмизавац из реда корњача и фамилије Geoemydidae. 

## Угроженост
Ова врста је крајње угрожена и у великој опасности од изумирања.

## Распрострањење
Врста је присутна у Индији, Бангладешу и Непалу.

## Станиште
Станишта врсте су речни екосистеми и слатководна подручја.